# Dorymyrmex santschii
Dorymyrmex santschii är en myrart som beskrevs av José María Alfono Félix Gallardo 1917. Dorymyrmex santschii ingår i släktet Dorymyrmex och familjen myror. Inga underarter finns listade i Catalogue of Life.